# Pedro Lucas de Allende
Pedro Lucas de Allende y Vicentelo (Córdoba, 19 d'octubre de 1742 - Córdoba, 15 d'abril de 1801) va ser un destacat comerciant i funcionari colonial argentí de finals del segle xviii.

## Biografia
Allende va néixer a la ciutat de Córdoba, Governació del Tucumán, (Argentina) el 19 d'octubre de 1742, fill del general Tomás de Allende y Losa i de Bernardina Vicentelo de la Rosa y Carranza.
Es va establir primerament a la ciutat de Salta des d'on va estendre operacions comercials a Alt i Sota Perú. El 7 de juny de 1776 va ser nomenat pel virrei del Perú Manuel d'Amat i Juniet sergent major del regiment Mare de Déu de la Vinya.
Allà es va casar amb Maria Javiera de Torres y Funes amb qui va tenir 14 fills: els coronels Tomàs Bailón i Faustino Allende, del prevere Dr. José Saturnino Allende i de José Manuel, Lucas Antonio, Maria Teresa, Teresa, Mauricia, Maria Josefa, Manuela Javiera, José Pío Alberto, Martín Diego Estanislao, Maria Bernardina i Maria Genuaria de Allende y Torres.
Tornat a Córdoba, en crear-se en 1783 la Intendència de Córdoba del Tucumán va ser ascendit a coronel i designat síndic procurador de la ciutat sota l'administració del seu primer governador intendent Rafael de Sobremonte. El significatiu progrés de la ciutat durant el govern de Sobremonte deu molt a l'enorme fortuna influència i esforç d'Allende.
Va ingressar com Cavaller de la Reial Orde de Carles III d'Espanya el 27 de novembre de 1795 i va provar la seva hidalguía en 1796.
Va morir a Córdoba el 15 d'abril de 1801. Les seves restes van ser sepultades a l'església de Sant Domingo de la qual va ser patró i protector.